# Marcenaria Baraúna
A marcenaria Baraúna foi fundada em 1987 pelos arquitetos Francisco Fanucci, Marcelo Ferraz e Marcelo Suzuki. A marcenaria é considerada uma das mais longevas e representativas do país na criação e produção de móveis de design autoral. Seus móveis são caracterizados pela simplicidade formal, valorização das madeiras brasileiras e das tradições populares.

## História
Os fundadores Francisco, Marcelo Ferraz e Marcelo Suzuki conheciam-se da época em que estudaram na FAU-USP e tinham fundado antes a "Brasil Arquitetura" em 1979, onde trabalhavam em parceria com outros profissionais. Foi em um destes trabalhos, o restauro do Solar do Unhão em Salvador, que conheceram Lina Bo Bardi (MASP, Casa de Vidro) e surgiu a ideia de criar a marcenaria. Ela foi a grande incentivadora e quem fez as primeiras encomendas, as cadeiras "Frei Egydio" e "Girafinha", desenhada em conjunto por ela e os arquitetos da Marcenaria Baraúna.
Em 1995, Fanucci saiu e ingressaram Paulo Alves e Cláudio Correa, depois saiu Paulo Alves e juntou-se ao grupo Renata Puglia e Yuri de Oliveira, muitos passaram pela marcenaria.

## Design
Os móveis possuem desenho "enxuto", despojado de excessos decorativos, com traços da cultura popular brasileira, mostrando os veios e fibras das madeiras nacionais. Entre as madeiras utilizadas está o jacarandá paulista, o pinho-do-pará, cabriúva, entre outros.

## Catálogo de Criações
Entre as criações de destaque da marcenaria Baraúna estão as cadeiras Frei Egydio, Maria, Girafinha, Filó e Shibui, Também em 2017 fez parceria com a Dpot para venda exclusiva de seus produtos.

### Cadeiras Girafinha
Criados por Francisco Fanucci, Marcelo Ferraz e Marcelo Suzuki em parceria com Lina Bo Bardi apresenta um design de concisão estrutural, beleza, conforto, durabilidade, feito em madeira maciça brasileira. Foi criada para ser utilizada no restaurante Benin, de Salvador. A inspiração veio do clima gelado dos países nórdicos, mais precisamente da Finlândia. Repaginaram o banquinho de três pés que Alvar Aalto fez para o sanatório de Paimio.

### Cadeiras Frei Egydio
Também em parceria dos três arquitetos com Lina Bo Bardi, apresenta características similares às cadeiras Girafinha com relação a concisão estrutural, beleza, conforto, durabilidade. Estas cadeiras foram feitas para o Teatro Gregório de Mattos, também em Salvador. Utilizaram como inspiração  as  cadeiras  dobráveis  do renascimento  italiano,  um móvel  franciscano do século XVII, mas modernizando-as  para três fileiras de tábuas.

### Cadeiras Isa d'Après Siza
Esta cadeira assinada por Marcelo Ferraz teve como inspiração uma cadeira elaborada pelo arquiteto português Álvaro Siza. Com geometria simples, empilhável e leve, é adequada para uso em escolas, clubes ou mesmo em casa. Feita em madeira de eucalipto de florestamento na parte estrutural, o assento é de compensado naval e encosto de madeira ipê.

### Cadeiras Maria
Também assinada por Marcelo Ferraz, recebeu este nome em homenagem à Maria Bethânia em seus cinquenta anos de carreira. Possui uma mistura de formatos de quadrado e círculo para compor o assento e encosto.

### Banco Cachorrinho
A referência utilizada para esta peça foi encontrada em uma fazenda no Vale do Paraíba, uma outra peça anônima.

### Poltrona e Cadeira Filó
Assinada por Francisco Fanucci, foi resultado de um convite de empresas de madeira certificada, que queriam divulgar sua matéria-prima. As peças que o arquiteto recebeu eram pequenas, outras curtas, pois eram sobras do que não havia sido exportado. Fanucci então criou uma linha considerando o mínimo para estruturar uma cadeira. Este conceito também foi utilizado na chaise Filó.

### Cadeira Brava
Projetada por Marcelo Suzuki, que usou como inspiração as cadeiras de palha campestres. Duas peças em formato de triângulo(parte superior e inferior) e duas outras em trapézios (lateral direita e esquerda), unidas formando um retângulo. Essa foi a base para o assento e encosto, dando harmonia e conforto.

### Cadeira Cambuí
De autoria de Francisco Fanucci, baseada nos bancos caipiras, possui os cantos do encosto e do assento inclinados.

## Marcenaria Baraúna no MCB (Museu da Casa Brasileira)
A Marcenaria Baraúna instalou o balanço "Amor Perfeito" no Museu da Casa Brasileira no segundo semestre de 2013, fazendo parte da programação do Design Weekend (evento que aborda o design e é realizado em outros lugares também, como Londres e Milão). A peça composta de dois lugares foi feita em madeira maciça Cabreúva e Ipê e teve como inspiração os assentos das cadeiras que usamos no cotidiano, com dois planos inclinados, levando aos usuários a sentarem em faces opostas.
Cláudio Corrêa, designer da marcenaria Baraúna, também conversou com os visitantes do MCB para explicar como foi o desenvolvimento deste balanço.

## Oficina de Mobiliário
Em 2019, o arquiteto Francisco Fanucci participou da Oficina de Mobiliário promovida pela Escola Aberta no Galpão, em Presidente Prudente. O foco foi apresentar aos profissionais, estudantes de design, arquitetura e áreas afins, como é a produção, o processo e metodologia utilizados nos projetos de mobiliário da Marcenaria Baraúna, além de um exercício prático de desenho de um mobiliário em madeira.

## Escritório de Projetos, Produção e Comercialização
O escritório de projetos, onde novos produtos são desenvolvidos além de encomendas especiais, fica na Vila Madalena, conhecido como Estúdio Baraúna. A produção de todo do mobiliário é realizada nas oficinas da Rua do Bosque. Em 2017, a distribuição e comercialização de seu catálogo de produtos passaram a ser realizados pela Dpot, com exclusividade.

## Livro Móvel como Arquitetura
A marcenaria Baraúna é uma das que possuem mais longa vida além de representatividade na questão de criação e produção de móveis de design autoral. Para celebrar os trinta anos em exercício, lançaram o livro "Marcenaria Baraúna: Móvel como Arquitetura", pela editora Olhares, escrito e estruturado por Mina W. Hugerth, com fotos de Bob Wolfenson, registrando as atividades dos marceneiros dentro da empresa assim como o ambiente envolto do dia a dia.
Mariana Wilderom, que já trabalhou na empresa, também auxiliou com textos sobre alguns dos projetos da marcenaria Baraúna. A crítica Ethel Leon faz uma revisão da história do mobiliário no Brasil e enquadra o trabalho da marcenaria Baraúna dentro deste contexto, que conta com o suporte e apoio do também crítico de design português Frederico Duarte com relação à forma como a marcenaria Baraúna dá vida a seus produtos.